# Biard
Biard är en kommun i departementet Vienne i regionen Nouvelle-Aquitaine i västra Frankrike. Kommunen ligger i kantonen Poitiers 6e Canton som tillhör arrondissementet Poitiers. År 2022 hade Biard 1 908 invånare.

## Befolkningsutveckling
Antalet invånare i kommunen Biard
| Referens: INSEE |